# El País Valencià
El País Valencià fue una publicación semanal de carácter valencianista publicada en Valencia entre 1935 y 1936. Se imprimía en la imprenta Marbau de Játiva y llevaba por subtítulo Periódico valencianista de izquierda.
El primer número se publica el 18 de mayo de 1935, y tras 17 números sufre una breve interrupción hasta reaparecer el 28 de marzo de 1936, publicándose cuatro más. Su director fue José Castañer Fons y colaboraron Miquel Duran, Vicent Garcés, Maximiliano Thous, Enric Valor, Angelino Castañer o Josep Mascarell. Apartidista, representó cierta continuidad respecto a Avant, órgano de la Agrupación Valencianista Republicana, y era partidario del Frente Popular.